# Beesenberg
Das Naturschutzgebiet Beesenberg liegt auf dem Gebiet der Stadt Prenzlau und der Gemeinde Göritz im Landkreis Uckermark in Brandenburg.
Das Gebiet mit der Kenn-Nummer 1595 wurde mit Verordnung vom 31. August 2004 unter Naturschutz gestellt. Das rund 87 ha große Naturschutzgebiet, das einen „ausgedehnten Quellmoorkomplex und verschiedene Grünlandgesellschaften einschließlich deren Auflassungsstadien auf Niedermoorstandorten im Uckertal umfasst“, erstreckt sich westlich von Dauer, einem Ortsteil von Prenzlau, zu beiden Seiten des Dauergrabens. Westlich fließt die Ucker, östlich verläuft die B 109.